# 異世界自殺突擊隊
《異世界自殺突擊隊》是WIT STUDIO製作，改編自DC漫畫旗下團隊《自殺突擊隊》的原創動畫作品。於2024年6月27日播出。播放平台包括HBO GO、巴哈姆特動畫瘋、KKTV、Hami Video、中華電信MOD、friDay影音、MyVideo、LINE TV、CATCHPLAY+、LiTV 線上影視、Ofiii 歐飛、Ani-One YT中文頻道。

## 登場角色
哈莉·奎茵（Harley Quinn，聲：永瀨安奈（日）／Karlii Hoch （英））
高譚市惡萌女王。原名“哈琳·法蘭西斯·奎澤／哈琳·弗朗西斯·奎泽尔（Harleen Frances Quinzel）”，小丑的戀人，原本是阿卡姆疯人院的精神科醫生，治療過許多精神病患者，也有擔任過小丑的主治醫生，但卻意外的愛上小丑。擁有出色的運動神經和敏銳的頭腦。自由奔放且瘋狂，行為不可預測，四處肆虐。
小丑（The Joker，聲：梅原裕一郎（日）／Scott Gibbs（英））
高譚市的犯罪之王，是一位天才化學家和機械工程師，以遠超常人的智慧以及極異常的思維帶來混亂與瘋狂，而哈莉對他的暱稱是「布丁」。本篇開頭時與哈莉一同搶劫銀行，在哈莉的掩護下躲過警方追擊，在哈莉前往異世界後多次在其回憶和精神世界中登場。後來揭示他其實在某個時間點潛伏進異世界中，得到變形成任何人的魔法，化身為卡塔娜等多數人，躲在暗處操縱戰爭謀利。
死亡射手（Deadshot，聲：山口令悟（日）／Jovan Jackson（英））
百發百中的頂尖狙擊手，性格粗暴，天生說話粗魯，雙臂裝著護臂。因女兒被華勒要挾而不得已加入突擊隊。
和平使者（Peacemaker，聲：子安武人（日）／Sean Patrick Judge（英））
肌肉發達、使命優先的暴力殺手，為達目的不計代價，自詡維護和平，擁有扭曲的正義感。在突擊隊中因其冷靜的個性而讓團隊多次化險為夷，初期真面目不明，但某次對精靈的作戰中曾露出俊美的五官而讓其他突擊隊成員感到驚訝。
泥面人（Clayface，聲：福山潤（日）／Brandon Hearnsberger（英））
一個沒有名氣的電影演員，無論什麼情況都能說會道的話癆自戀者。他是一個擁有泥土身體的超人類，能夠自由變形其形狀進行戰鬥。因為本身對異世界的嚮往，是突擊隊所有成員中最享受此次特殊任務的人。
鯊魚王（King Shark，聲：木村昴（日）／Andrew Love（英））
一位外形像鯊魚的超人類，只擁有幼兒園兒童般的智力以及純真無邪的性格，只考慮滿足自己的食慾。
瑞克·佛萊格（Rick Flag，聲：八代拓（日）／Jeremy Gee（英））
率領惡棍們的精英軍人。性格非常認真。雖然擔任自殺小隊的監視者，但常常被惡棍們的奔放所左右。
卡塔娜（Katana，聲：安濟知佳（日））
冷酷的妖刀使，是華勒的左右手，阻擋在哈莉面前的神祕存在，使用被稱為“奪魂者”的刀執行任務。
阿曼達·華勒（Amanda Waller，聲：鯨（日）／Jasmine Renee Thomas（英））
自殺突擊隊的指揮官兼組建者，天眼局的長官。是一個冷血無情、為達目的不擇手段的政客。
菲歐涅（Fione，聲：上田麗奈（日）／Luci Christian（英））
本作原創角色；異世界的王國公主。是一位慈愛國民的溫柔公主，但由於性格怯弱，每次都是乖乖對母親亞朵菈言聽計從。暗中關心自由奔放的哈莉，不但受她影響而開始做出改變，還開始對哈莉抱有好感。戰爭結束後接下王位成為女王。
亞朵菈（Aldora，聲：能登麻美子（日）／Patricia Duran（英））
本作原創角色；異世界的王國女王。是一位鐵石心腸的孤高女王，以其壓倒性的威嚴掌握王國的實權，並指揮著與帝國的戰爭，對女兒菲歐涅採取嚴厲的管教。後來揭露她實為冒牌貨，早在多年前就被不死族之王殺害並頂替身份，以女王名義一手掀起異世界的戰爭。
賽希爾（Cecil，聲：福島潤（日）／John Gremillion（英））
本作原創角色；異世界王國的騎士團團長。曾是拯救國家的英雄，被託付傳說中的武器。性格認真嚴肅，歷經苦難。對菲歐涅公主忠誠度高，也擔任公主的侍從。
捕鼠人（Ratcatcher，聲：上田燿司（日））
原是能靠儀器控制老鼠的罪犯，與死亡射手曾是獄友關係，但總是被他用言語羞辱而一直記著仇，這次採用異世界的魔法權杖控制帝國的獸人軍團。
思考者（Thinker，聲：大塚芳忠（日））
具有強大思考能力的超人類，頭上具有強化大腦的科學裝置，認為自己高人一等，得以讓他精神控制住異世界的精靈族作戰。
魅惑女巫（Enchantress，聲：伊藤靜（日））
本是心地善良的女子瓊·穆恩，卻被一個古代女巫附體，她擁有巨大的魔法力量。
殺手鱷（Killer Croc，聲：木內太郎（日））
因返祖現象而擁有鱷魚外表與習性的超人類，具備超人的速度和力量，可以在水中自由穿梭。

## 製作團隊
- 原作：DC漫畫
- 導演：長田繪里
- 系列構成、劇本：長月達平、梅原英司
- 人物原案：天野明
- 人物設定：細田直人
- 色彩設計：木幡美雪
- 美術監督：三宅昌和
- 攝影監督：楊曉牧
- 剪輯：齋藤朱里
- 音響監督：明田川仁
- 音樂：末廣健一郎
- 音樂製作：日本華納兄弟、ONE MUSIC
- 製作人：鶴岡信哉
- 動畫製作人：大谷丞
- 動畫製作：WIT STUDIO
- 製作：日本華納兄弟

## 主題曲
片頭曲Another World
作曲、編曲、演奏者：布袋寅泰
第1、6、10話未使用，第9話用作插曲
片尾曲Go-Getters
主唱：森美聲
作詞：森美聲、辻村有記；作曲、編曲：TeddyLoid、Giga
第1、7話未使用，第10話用作插曲

## 劇集列表
| 集數 | 標題       | 劇本                       | 分鏡                         | 演出                              | 作畫監督 | 總作畫監督 | 首播日期                                    |
| ---- | ---------- | -------------------------- | ---------------------------- | --------------------------------- | --- | ---------- | ------------------------------------------- |
| 1    | Episode 1  | 梅原英司 長月達平          | 長田繪里                     | 長田繪里                          | 五月女妃苗、蔡孟書、山田真也、蒙晏妮                                                                                                  | 五月女妃苗 | 日本 ：2024年7月6日 · 其他 ：2024年6月27日  |
| 2    | Episode 2  | 梅原英司 長月達平          | 並木棹                       | 鈴木恭兵                          | 杉田葉子、阿部達也、荒井和人（特效）                                                                                                  | 五月女妃苗 | 日本 ：2024年7月13日 · 其他 ：2024年6月27日 |
| 3    | Episode 3  | 梅原英司 長月達平          | 木崎文智                     | 横山麻華                          | 五月女妃苗、濱崎秀樹、三澤聖也、茂木海渡、荒井和人（特效）                                                                            | 不適用     | 日本 ：2024年7月20日 · 其他 ：2024年6月27日 |
| 4    | Episode 4  | 梅原英司 長月達平          | 細田直人                     | 仲畑步                            | 三木俊明、杉田葉子、大原大 勝春奈、山下惠、STUDIO GIGA、荒井和人（特效）                                                              | 三木俊明   | 日本 ：2024年7月20日 · 其他 ：2024年7月4日  |
| 5    | Episode 5  | 梅原英司 長月達平 河口友美 | 米森大贵                     |                                   | 森田映一、杉田叶子、三泽圣矢、宫胁真央、荒井和人（特效）                                                                              | 不適用     | 日本 ：2024年8月3日 · 其他 ：2024年7月11日  |
| 6    | Episode 6  | 梅原英司 長月達平          | 網修次郎                     | 網修次郎 粟井重紀                 | 山田真也、飯田海、橫山麻華 對馬友梨佳、林央剛、大原大、小川浩司 森田映一、yohan、STUDIO MASSKET                                       | 野田康行   | 日本 ：2024年8月10日 · 其他 ：2024年7月18日 |
| 7    | Episode 7  | 梅原英司 長月達平          | 久保雄介                     | 久保雄介                          | 五月女妃苗、三木俊明、蔡孟書 山田真也、勝、湯糰、周雨田 山田真子、楊鵬、驚樓、hama、劉陳軒                                            | 五月女妃苗 | 日本 ：2024年8月17日 · 其他 ：2024年7月25日 |
| 8    | Episode 8  | 梅原英司 長月達平          | 细田直人                     | 铃木恭兵 细田直人                 | 杉田叶子、丸山裕太郎、大原大、原田飞鸟、荒井和人（特效）                                                                              | 原田飞鸟   | 日本 ：2024年8月24日 · 其他 ：2024年8月1日  |
| 9    | Episode 9  | 梅原英司 長月達平 河口友美 | 羊廷牧                       | 朝火凌                            | 山田真也、Calvin Zhong、周雨田、辻村步、上野 勝春奈、蔡孟書、Isaac Weston、Muhammad Palmer 劉陳軒、廖敏惠、月靈動畫、荒井和人（特效） | 原田飛鳥   | 日本 ：2024年8月31日 · 其他 ：2024年8月8日  |
| 10   | Episode 10 | 梅原英司 長月達平          | 長田繪里 菅野芳弘 大久保政雄 | 長田繪里 稻森雅 木內俊雄 淺見政雄 | 五月女妃苗、阿部達也、山田真也、山元浩、STUDIO MASSKET                                                                                | 五月女妃苗 | 日本 ：2024年9月7日 · 其他 ：2024年8月15日  |

## 外部連結
- 官方网站（日語）（英文）